# Nagy-Pongrác telep
A köznyelvben „Nagy-Pongrác telep”-ként ismert lakóépület-együttes Budapest X. kerületében található, és Fővárosi kislakásos lakótelepként épült az 1920-as években. Megkülönböztetendő a szomszédos, 1940-es években épült tulajdonképpeni Pongrácteleptől (ez utóbbit „Kis-Pongrác telep”-nek is szokták nevezni.)

## Története

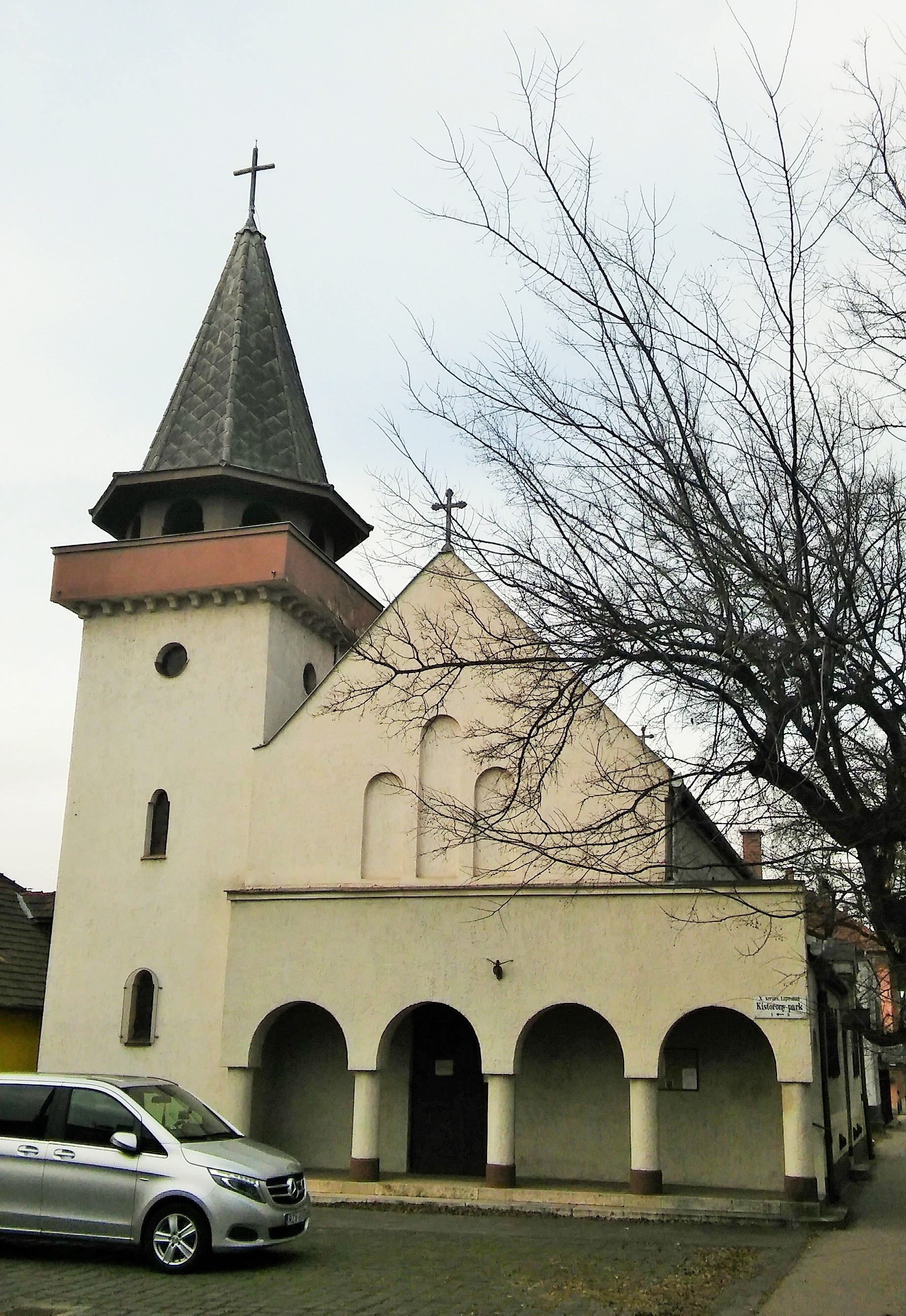
Pongrác úti Föltámadott Krisztus templom

Az első világháború utáni gazdasági válság során elapadtak a lakásépítési források, azonban az átmenetileg vagontelepeken elhelyezett trianoni menekültek számára az állam mégis igyekezett lakhatást biztosítani. Ilyen célból épült állami beruházásban 1923–1925 között Kőbányán a Pongrác út 17. sz. alatti lakótelep részben kiskertes házakkal, nagyobbrészt 2–3 emeletes bérházakkal, templommal. Ez a lakótelep a mai Erdért-telephellyel (eredetileg MÁV-fateleppel) együtt a hatvani vasútvonalon túl, délről szomszédos a Pongrác út 19. sz. alatti Kis-Pongrácteleppel, amely a 37-es villamos töltésén túl, északról határolta a Pongrác telepet. A Pongrác telepet határoló vaspályák közül legkorábban a ceglédi vasút épült meg (1847), majd a hatvani vasút (1860), végül az újköztemetői vasút (1893), mely pár év után már villamosvonalként működött (a mai 37-es vonala). Északkeleten a mai Hungexpo területén mezőgazdasági vásártelep létesült az 1900-as évek elején, majd a Lóversenypálya költözött mellé a mai Puskás Ferenc Stadion (Népstadion) területéről (1924).
Érdekesség, hogy a telep épületeitnek címzésében a "Pongrác út 17" után az ABC nagybetűit és számozást használtak. Egy akkori címzés így nézett ki: 1101 Budapest, Pongrác út 17 F/9. épület, 2. ajtó. A mai utcanevek rendszerét az ezredforduló körül alakították ki.    
A telephez 1925-ben közadakozásból épült fel Péterfi József erdélyi pap kezdeményezésére Bacsó Andor és Martsekényi Imre tervei szerint a Pongrác úti Föltámadott Krisztus templom (1101 Budapest, Vasláb út 17.).